# Gynoplistia erythrina
Gynoplistia erythrina là một loài ruồi trong họ Limoniidae. Chúng phân bố ở miền Australasia.